# Ladoix-Serrigny
Ladoix-Serrigny est une commune française située dans le département de la Côte-d'Or, en région Bourgogne-Franche-Comté. Jusqu'en 1988, la commune s'appelle Serrigny, Ladoix n'est administrativement qu'un hameau. Avec la renommée du vignoble de ladoix (classé en AOC), la municipalité décide de s'identifier au terroir viticole, ajoute le nom de ce dernier à Serrigny, et déplace la mairie à Ladoix.

## Géographie
Commune de l'aire urbaine de Beaune située dans le vignoble de Bourgogne « Côte de Beaune », Ladoix-Serrigny est à 7 km au nord-est de Beaune.
La commune est traversée dans le sens nord-est/sud-ouest par la D 974 et par l'autoroute A31, cette dernière étant rejointe sur le territoire communal par l'autoroute A 36 arrivant par l'est. L'autoroute A31 rejoint l'autoroute A6 sur la commune voisine Vignoles au sud de Ladoix-Serrigny. L'accès autoroutier le plus proche est la no 24 de la A6 à 5 km au sud-ouest sur Saint-Nicolas-lès-Cîteaux.

### Climat
Pour des articles plus généraux, voir Climat de la Bourgogne-Franche-Comté et Climat de la Côte-d'Or.
En 2010, le climat de la commune est de type climat océanique dégradé des plaines du Centre et du Nord, selon une étude du Centre national de la recherche scientifique s'appuyant sur une série de données couvrant la période 1971-2000. En 2020, Météo-France publie une typologie des climats de la France métropolitaine dans laquelle la commune est dans une zone de transition entre le climat océanique altéré et le climat océanique altéré et est dans la région climatique  Bourgogne, vallée de la Saône, caractérisée par un bon ensoleillement (1 900 h/an), un été chaud (18,5 °C), un air sec au printemps et en été et des vents faibles. 
Pour la période 1971-2000, la température annuelle moyenne est de 11,2 °C, avec une amplitude thermique annuelle de 18 °C. Le cumul annuel moyen de précipitations est de 790 mm, avec 10,9 jours de précipitations en janvier et 7,2 jours en juillet. Pour la période 1991-2020, la température moyenne annuelle observée sur la station météorologique de Météo-France la plus proche, « Savigny Les Bea », sur la commune de Savigny-lès-Beaune à 5 km à vol d'oiseau, est de 11,9 °C et le cumul annuel moyen de précipitations est de 752,9 mm,. Pour l'avenir, les paramètres climatiques de la commune estimés pour 2050 selon différents scénarios d'émission de gaz à effet de serre sont consultables sur un site dédié publié par Météo-France en novembre 2022.

## Urbanisme

### Typologie
Au 1er janvier 2024, Ladoix-Serrigny est catégorisée commune rurale à habitat dispersé, selon la nouvelle grille communale de densité à 7 niveaux définie par l'Insee en 2022.
Elle est située hors unité urbaine. Par ailleurs la commune fait partie de l'aire d'attraction de Beaune, dont elle est une commune de la couronne,. Cette aire, qui regroupe 64 communes, est catégorisée dans les aires de 50 000 à moins de 200 000 habitants,.

### Occupation des sols
L'occupation des sols de la commune, telle qu'elle ressort de la base de données européenne d’occupation biophysique des sols Corine Land Cover (CLC), est marquée par l'importance des forêts et milieux semi-naturels (53,1 % en 2018), une proportion sensiblement équivalente à celle de 1990 (53,2 %). La répartition détaillée en 2018 est la suivante : forêts (53,1 %), terres arables (30,7 %), cultures permanentes (6,6 %), zones urbanisées (5,3 %), zones industrielles ou commerciales et réseaux de communication (2 %), mines, décharges et chantiers (1,3 %), zones agricoles hétérogènes (1 %), eaux continentales (0,1 %). L'évolution de l’occupation des sols de la commune et de ses infrastructures peut être observée sur les différentes représentations cartographiques du territoire : la carte de Cassini (XVIIIe siècle), la carte d'état-major (1820-1866) et les cartes ou photos aériennes de l'IGN pour la période actuelle (1950 à aujourd'hui).

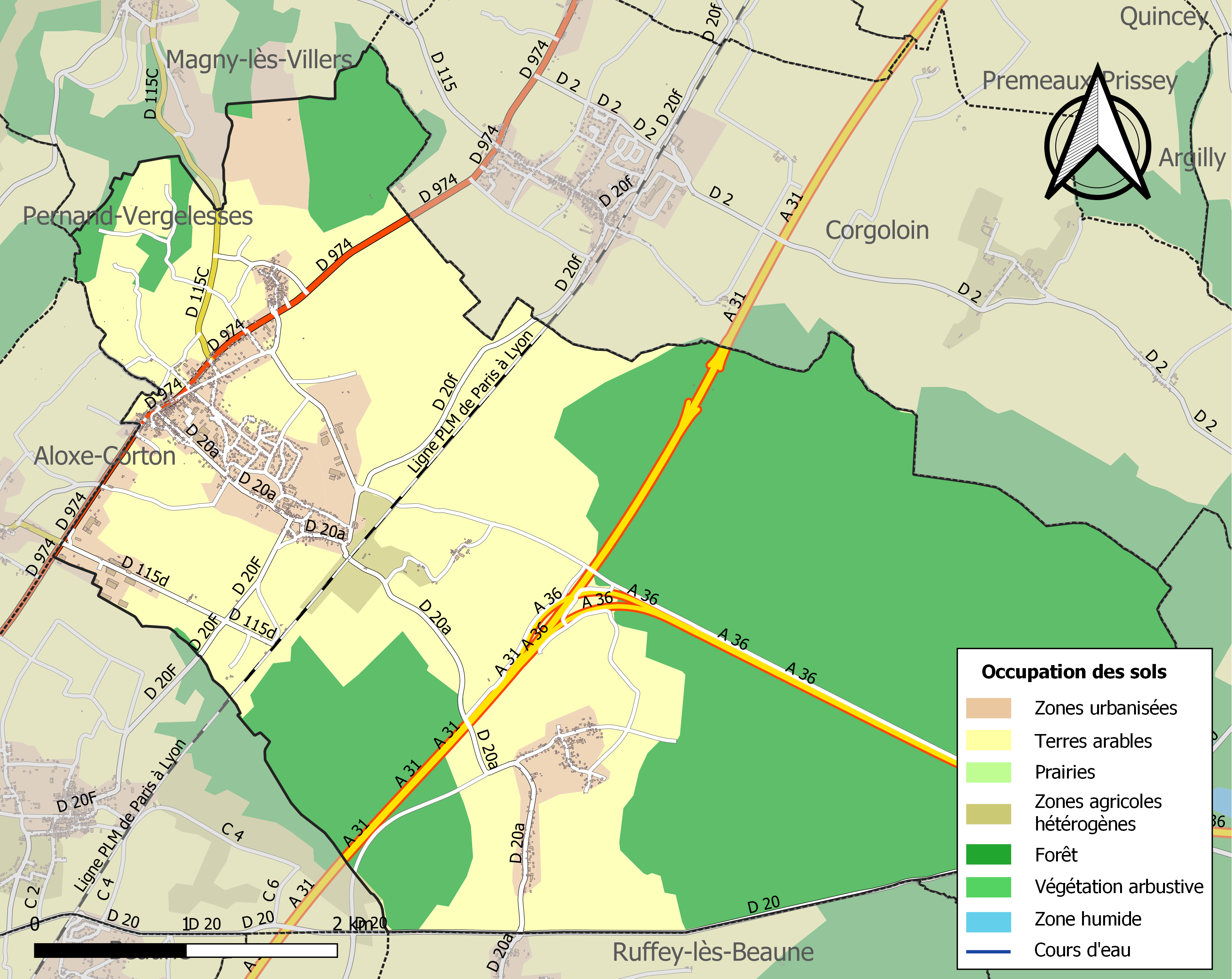
Carte des infrastructures et de l'occupation des sols de la commune en 2018 (CLC).

## Démographie
L'évolution du nombre d'habitants est connue à travers les recensements de la population effectués dans la commune depuis 1793. Pour les communes de moins de 10 000 habitants, une enquête de recensement portant sur toute la population est réalisée tous les cinq ans, les populations de référence des années intermédiaires étant quant à elles estimées par interpolation ou extrapolation. Pour la commune, le premier recensement exhaustif entrant dans le cadre du nouveau dispositif a été réalisé en 2005.

En 2022, la commune comptait 1 783 habitants, en évolution de −2,83 % par rapport à 2016 (Côte-d'Or : +0,82 %, France hors Mayotte : +2,11 %).
| 1793 | 1800  | 1806  | 1821  | 1836  | 1841  | 1846  | 1851  | 1856  |
| ---- | ----- | ----- | ----- | ----- | ----- | ----- | ----- | ----- |
| 953  | 1 048 | 1 138 | 1 048 | 1 264 | 1 258 | 1 344 | 1 323 | 1 334 |

| 1861  | 1866  | 1872  | 1876  | 1881  | 1886  | 1891  | 1896  | 1901  |
| ----- | ----- | ----- | ----- | ----- | ----- | ----- | ----- | ----- |
| 1 300 | 1 379 | 1 415 | 1 450 | 1 389 | 1 338 | 1 192 | 1 204 | 1 234 |

| 1906  | 1911  | 1921 | 1926  | 1931  | 1936  | 1946 | 1954  | 1962  |
| ----- | ----- | ---- | ----- | ----- | ----- | ---- | ----- | ----- |
| 1 272 | 1 212 | 958  | 1 001 | 1 049 | 1 002 | 968  | 1 042 | 1 012 |

| 1968  | 1975  | 1982  | 1990  | 1999  | 2005  | 2006  | 2010  | 2015  |
| ----- | ----- | ----- | ----- | ----- | ----- | ----- | ----- | ----- |
| 1 106 | 1 139 | 1 311 | 1 549 | 1 618 | 1 710 | 1 709 | 1 805 | 1 820 |

| 2020  | 2022  | - | - | - | - | - | - | - |
| ----- | ----- | - | - | - | - | - | - | - |
| 1 796 | 1 783 | - | - | - | - | - | - | - |

## Politique et administration

### Liste des maires
| Période                                  | Période   | Identité         | Étiquette | Qualité  |
| ---------------------------------------- | --------- | ---------------- | --------- | -------- |
|                                          | 1876      | Armand Passier   |           |          |
| octobre 1876                             | mai 1888  | Pierre Nudant    |           | vigneron |
| mai 1888                                 |           | François Mallard |           |          |
| 1983                                     | 1995      | Charles Bouvard  |           |          |
| 1995                                     | mars 2001 | Serge Bonnot     |           |          |
| mars 2001                                | mars 2014 | Aimé Vuittenez   |           |          |
| mars 2014                                | 2016      | Vincent Lucotte  |           |          |
| 2016                                     | 2020      | Chantal Gauthray |           |          |
| 2020                                     |           | Jérôme Fol       |           |          |
| Les données manquantes sont à compléter. |           |                  |           |          |

La commune fait partie de la communauté d'agglomération Beaune Côte et Sud.

### Jumelages
- El Pla del Penedès (Espagne), depuis 1988.

## Services publics

### Enseignement
La commune dispose de deux écoles : une école maternelle accueillant une centaine d'élèves et une école primaire accueillant environ 170 élèves.

### Associations
La vie associative est très présente. Parmi les seize associations enregistrées dans la commune, le foyer rural compte près de 500 adhérents répartis dans une vingtaine de sections (danse, théâtre, informatique, tennis, art floral...).

## Culture et patrimoine

### Château

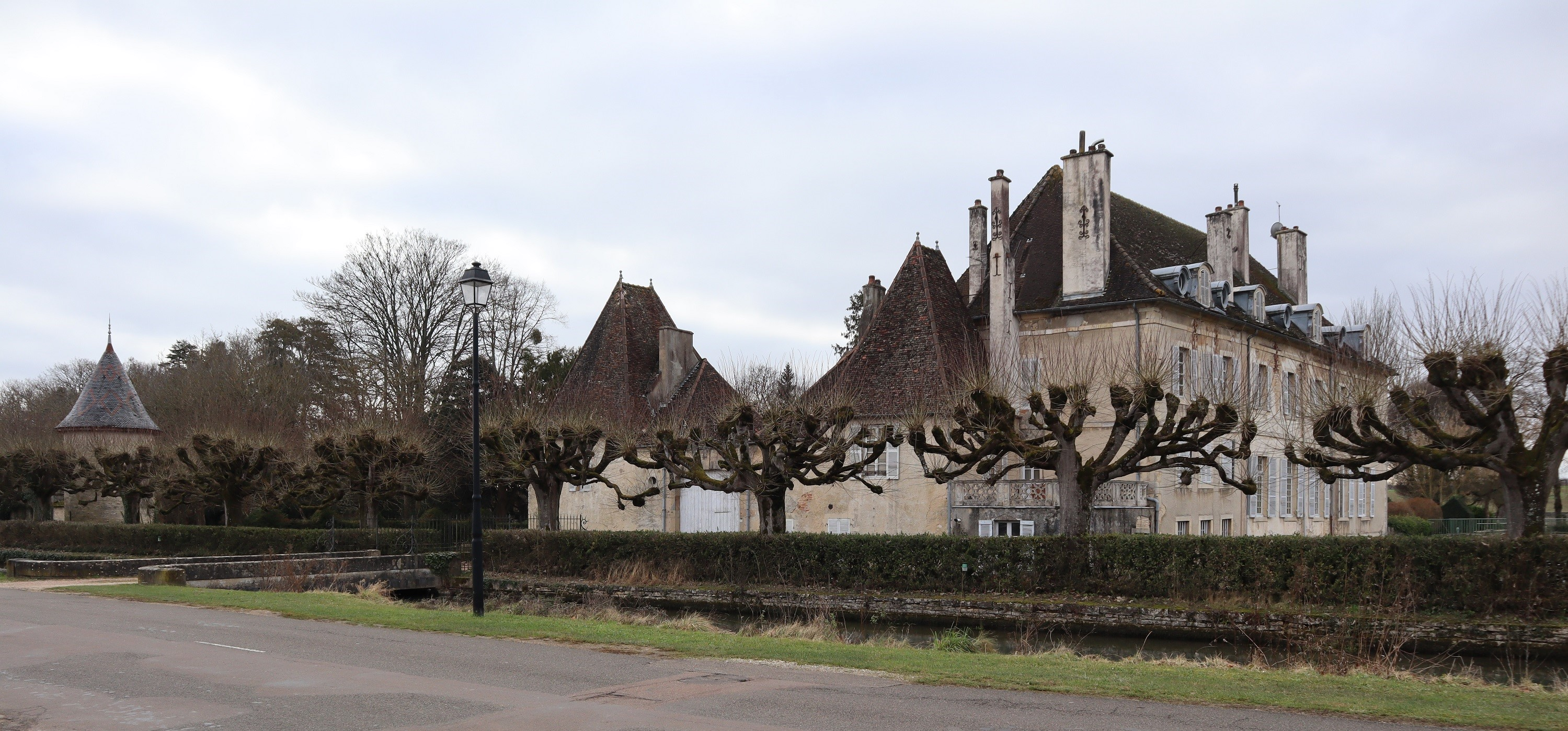
Château de Ladoix-Serrigny.

Il existe deux châteaux à Serrigny, l'ancien et le nouveau, beaucoup plus récent. Le nouveau château appartient à un propriétaire belge lié aux familles l'ayant possédé.

### Chapelle Notre-Dame-du-Chemin

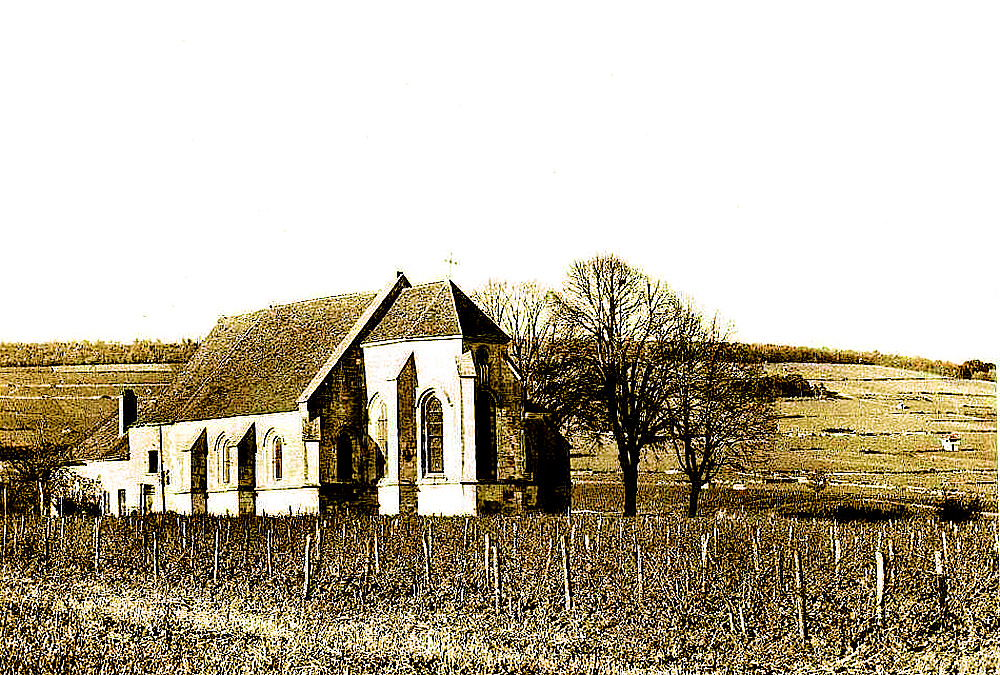
Chapelle Notre-Dame-du-Chemin.

Ladoix possède une église datant de 1512 à proximité du château, ainsi qu'une chapelle. Cette chapelle, dédiée à Notre-Dame-du-Chemin, située au sud-ouest du village, en bordure de la grande route reliant Chalon-sur-Saône à Langres, au pied des coteaux du vignoble de Corton, domine le village de Ladoix-Serrigny. Cet édifice est composé de deux parties : une première chapelle construite au XIe siècle et une chapelle construite au XVe siècle. Une partie de style roman et une partie de style gothique se trouvent ainsi accolées pour former aujourd'hui une seule et même chapelle.
La chapelle gothique est due en partie au mécénat du duc de Bourgogne Philippe le Bon. Il semblerait que la chapelle gothique était destinée à remplacer la chapelle romane ; mais les travaux furent arrêtés à mi-chemin, au moment où la nef gothique a rencontré le chœur roman dont l'abside et ses absidioles ont été détruites à ce moment-là.
L'occupation du site et sa fréquentation en tant que lieu de culte aussi bien païen que chrétien semble remonter bien avant le XIe siècle, comme en témoigne le puits celtique qui se trouve devant la chapelle. Un culte des eaux ainsi que la pratique d'un culte dit « à répit » semblent avoir été à l'origine des ferveurs qui développèrent le site.
La chapelle Notre-Dame-du-Chemin a été vendue comme Bien national à la Révolution française. Elle fut donc habitée, partagée entre plusieurs familles et même utilisée comme grenier. La partie romane a ainsi été habitée jusqu'au début du XXe siècle tandis que la partie gothique a été rachetée et restaurée à la fin du XIXe siècle.
Cette chapelle a été inscrite le 6 novembre 1985 à l'Inventaire supplémentaire des monuments historiques.

### Festivités
Commune viticole, la fête de la Saint-Vincent locale y a lieu chaque année. La Fête de la Saint-Vincent tournante, supervisée par la Confrérie des chevaliers du Tastevin, s'y est tenue à deux reprises, d'abord en 1984 (40e édition) puis en 2025 (81e édition). 
Par ailleurs la balade Gourmande organisée le premier week-end de juillet permet de faire connaître les vignerons du village et leurs vins. Elle regroupe chaque année plus de 3 000 personnes.

## Personnalités liées à la commune
- François Callinet, futur facteur d'orgues, y est né le 1er octobre 1754.
- Alphonse Nudant, général de division, président de la Commission interalliée permanente d'armistice, y est né le 15 décembre 1861.
- Maison de Mérode.
- Simon Fournier-Faucher.
- Marcelle Bouvard, veuve de l'ancien maire, a été assassinée chez elle dans cette commune, le 16 avril 2006, par son petit-neveu : c'est l'affaire Geoffrey Perrin.

## Héraldique
| Blason | Blasonnement : De gueules à deux clés d'argent passées en sautoir accompagnées en pal d'une croix triple d'or. |